# F-ZERO 99
『F-ZERO 99』（エフゼロ・ナインティナイン）は、Nintendo Software Technology Corporationが開発し任天堂より2023年9月15日にNintendo Switchで配信を開始したNintendo Switch Online加入者向けソフトとして配信されたオンライン専用ゲームソフト。

## 概要
F-ZEROシリーズの作品としては2004年に発売された『F-ZERO CLIMAX』以来、約19年ぶりとなる。
シリーズ初のオンラインプレイ対応作品となっており、スーパーファミコンの初代『F-ZERO』をベースに最大99人での対戦を可能としたバトルロイヤルゲームである。
コントローラは『スーパーファミコン Nintendo Switch Online』専用コントローラとして発売されたNintendo Switch用「スーパーファミコン コントローラー」にも対応している。

## 基本ルール
レース開始前に4つの性能が異なるマシンから1台を選択することが出来る。
99人が一斉に1つのコースを走る(後述のPRACTICEの単独練習コースではプレイヤーの1台だけでコースを走る)。
レースは4周で行われ、失格することなく4周を回りきることが出来れば、ゴールした順に上位に入賞する。
クラッシュアウト、コースアウト、ランクアウトのいずれかによって失格した場合、その時点でプレイヤーのレースは中断され、下位から入賞する(失格した時の順位は関係ないため、1位でゴール目前だったとしても下位に入賞させられる)。
クラッシュアウト
マシンにはパワーゲージがあり、他のマシンとの衝突やガードビームへの接触によって減少する。後述のターボを使うことでも減少する。パワーゲージが0の状態で何らかのダメージを受けるとマシンは爆発し、その時点で失格となる。
コースアウト
コース中にはジャンプ台が設置されているが、着地時にコースを外れてしまった場合、パワーゲージに関係なく失格となる。
ランクアウト
ボーダーライン（後述）を満たない順位でボーダー最下位のマシンがラップを切った場合失格となる。
完走または失格によってレースを終えた後は、最終順位や攻撃回数、破壊行為、スーパースパークなどの回収での成績によりポイントがたまり、チケットの獲得やプレイヤーのレベルがアップする。

## ゲーム内容
本作はスーパーファミコン版の初代『F-ZERO』をベースにしつつ、以下の要素を持つ。
ターボの仕様やスピンアタックといった『F-ZERO X』以降の作品で導入された要素もある。
開幕レースコース
レース開始直後は幅が極端に広い序盤コースを走り、その後ジャンププレートを経由してメインコースのスタート地点に合流する。スタート地点に到達するとターボが解禁される。
GRAND PRIXでの最終レースやPRACTICEでの少人数の場合は、そのままメインコースのスタート地点から開始する（ターボ解禁も同様）。
ターボ、パワーダウン
『初代』におけるS-JETや『F-ZERO X』以降のブーストに相当する「ターボ」は、『F-ZERO X』以降でのエネルギーゲージとの共用型の仕様となっており、一定量のパワーゲージを徐々に削りながらS-JETと同じく数秒間加速状態となる（発動中にダメージを受けるなどしてゲージ残量が尽きるとそこでターボは終了する）。また、操作するマシンごとにパワーゲージの消費量が異なる。
ターボ状態は衝突したマシンに与える衝撃・ダメージが若干増加し、KO目的（後述）での攻撃手段、ないしゲージ回復・拡張手段として活用可能。ただし『初代』と同じく、パワーゲージの残量がなくなると「パワーダウン」状態となり最高速度が下がるリスクを持つ。
Ver.1.3.0からは、パワーゲージ不足の状態では連続してターボができないように変更された。
スーパースパーク / スーパーターボ
他のマシンとの接触や、レース上を走行する灰色のモブカー「バンパー」から排出される「スーパースパーク」と呼ばれる黄色い玉がレースに散らばり、これを回収することで専用ゲージ（翼のアイコンが表示）がたまる。ごく稀に出現する大型の「ゴールドバンパー」（金色のバンパー）に接触した際には多くのスーパースパークが放出・獲得できる。
専用ゲージが最大の状態になるとマシンが黄色く点滅し、この状態でターボを使用すると上空の専用レーン「スカイウェイ」に一定時間の間移動する「スーパーターボ」を発動できる。スカイウェイは複雑に入り組んだ地上レーンを最短で結ぶような直線的なものとなっており、レーン端に接触しても速度は落ちるがダメージはない。また、発動中はターボと同じく加速状態となり、ゲージが続いている間は一定間隔でダッシュプレートが出現する。ゲージの消費速度は発動時の順位によって変動する。地上レーンに戻る際、極端なシケインやコースアウトを跨ぐようなスカイウェイを通過している間は戻らず、安定的に落着できるレーンになって初めて地上に戻る仕様となっている。落着後はスーパースパークを後方に排出する。
スピンアタック
本作での攻撃・防御手段の一つ。タイミングよく使用することで、敵をはじいて接触ダメージを無効にできる他、接触した敵に与えるダメージも若干増える。
『X』などと違い、再発動にはマシンごとに設定されたクールタイムが必要となる。ただし、ジャンププレートを利用することで即座に再発動可能となる。
KO
相手マシンへの接触による攻撃で他のマシンにダメージを与えた際、ダメージ判定の結果脱落させた場合、「KO」と表示され自身のパワーゲージの最大容量が増える。加えて、他プレイヤーを撃破した場合はパワーゲージが全快する。ターボで消費したエネルギーを回収できる他、GRAND PRIXなどの連続レースでは拡張された最大容量が引き継がれるため、KOを決めるほどにターボを使用する余地が増えていく。
バンパーを撃破した場合は全快しないが、最大容量増加に合わせたパワーゲージの引き上げ回復は発生する。
パワーゲージの残量は相手に可視化されていないが、マシンが次の接触でKOとなる場合は点滅し煙を発することで可視化される。
相手マシンと共倒れになった場合はダブルKOとしてクラッシュアウト扱いとなる。
クラッシュアウト痕のダートゾーン化
バンパーを除くクラッシュアウトで残る黒い爆発痕は、局所的なダートゾーンとしてプレイヤー名とともに残り、通過したマシンの速度を下げるようになる。
赤いバンパー
レースが後半になると、通常のバンパーに加えて赤いバンパーが上位順位の先の方から出現する。接触すると自爆し、地雷と同じようにダメージとともに吹き飛ばされる。また接触のみならず、マシンの接近に反応して甲高い音を数秒鳴らした後に自爆を行う。
ラッキーバンパー
途中でリタイアした際、抽選で青い「ラッキーバンパー」として一定時間参加・または自爆することができる。上位陣の先の方から出現し、後方視点で相手を妨害していく。ラッキーバンパー状態で相手のマシンに接触したり、スピンアタックで弾き飛ばすとチケットポイントにボーナスが追加される。
TEAM BATTLEは妨害前提の仕様上、脱落時はラッキーバンパー参加がほぼ確定する。
ボーダーライン
『初代』で採用されていた仕様。レース開始から周回ごとに順位に対する足切りが設定されており、ボーダーライン内での最下位のマシンがラップを切ると、それ以下の順位のマシンはランクアウト判定となり自動でリタイアとなる。1周ごとに5位ずつ最低順位が引き上がり（第1コース1週目のみ4位引き上げ）、1コースで合計20位まで引き上がる。
GRAND-PRIXなどの連続レースの場合、レース終了後も次のレースでボーダーラインは引き続いて設定される（第1レース終了後は、第2レースはボーダーラインが80位から開始）。最後の第5レース（20位）は引き上げが発生しない。
クラス・ライバルターゲット
プレイヤーのレベルとは別に「クラス」が存在する。各レース開始時に「クラス」の近いプレイヤーからランダムに、4人が「ライバル」として選出される（グランプリの場合、2レース目以降はその順位の上2人と下2人が自動的に選ばれる）。レース中に「ライバル」を倒した（＝ライバルよりも上位に入賞した）人数に応じて、クラスのポイントが変動する。プレイヤーレベルと異なり、ライバルを一人も倒せなかった場合は減少する。クラスの引き下げはS2クラス以降でのみ発生する。
Ver.1.3.0からは一定操作を行わず強制排除、逆走からのランクアウト、ギブアップのいずれかを行なったプレイヤーはクラスのポイントが減少するペナルティーが追加された（ペナルティーはS2クラス以降が対象）。繰り返し通信切断した場合もペナルティーの対象となる。
ライバルの位置はマシン上のプレイヤー名の横にマークとして表示され、その順位も定期的に表示される他、レースマップの詳細表示で赤いマークで表示される。
ハンドルアシスト
Ver.1.3.0より追加。
ハンドルアシストをONにするとハンドル操作に自動補正がかかるようになり、壁への衝突だけでなく、ダートゾーンの最短回避やジャンプした際のコースアウトなどを防ぐ。ただし、ガードビームに接近すると徐々にパワーゲージが減少する。また、強制操作の影響によりショートカットなど逆に思い通りのハンドリングができない場合もある。利用しているマシンにはアンテナが装着され、アシスト起動時に受信部が発光する。
新規のコース設置物
Ver.1.3.0より一部のコースで追加。
バウンスプレート
地雷と同じようにコース内に設置されている障害物。触れるとスーパースパークを排出しつつ弾かれるが、バウンスプレート自体は接触で消滅しない。また、弾かれた際はスピンアタック状態となる。
バウンスウォール
マグネットと同じようにレーン端に設置されている障害物。バウンスプレートと同じく接触ではじかれるが、反射を利用することでスムーズな加速が可能。
スパークプレート
触れると若干加速するとともに、スーパースパークを少量獲得する。

## ゲームモード
F-ZERO 99
最大99人のプレイヤーと対戦する単体レースモード。プレイすることでチケットポイントを獲得できる。
MINI-PRIX（ミニグランプリ） / GRAND PRIX（グランプリ）
連続対戦モード。各リーグ準拠の複数のコースで構成されたポイント制の勝ち抜き戦。途中で脱落した場合、全コース終了まで観戦が可能。レース結果は集計され、週間ランキングとして発表される。
GRAND PRIXは独立したモードで、一定周期で開催される。1リーグ（5コース）でチケットを3枚消費する。
MINI-PRIXはSPECIAL EVENT内のイベントとしてより短い構成となっており、ランダムに選ばれた3コースでチケットを1枚消費する。
また、9月29日からはQUEEN LEAGUEが、10月19日からはKING LEAGUEが、Ver.1.3.0からはMIRROR GRAND PRIXが、Ver.1.5.0からはACE LEAGUEが開催されるようになった。
2024年3月からはシークレットコース(後述)のみのMINI-PRIXが、Ver.1.3.0からはクラシックコース(後述)のみのMINI-PRIXが開催されるようになった。
SPECIAL EVENT
GRAND PRIXが開催されていないタイミングで開催され、複数のイベントが交代制で開催される。
上記のMINI-PRIXの他、以下のイベントが存在する。
HARD COURSES（ハードコース）
グランプリ準決勝戦の高難易度コースから選出される。チケットポイントの獲得量が他のモードより多い。
TEAM BATTLE（チームバトル）
2色ごとのチーム（グリーン、ピンク）に分かれる対戦。相手チームのマシンに攻撃を仕掛けたり、上位のランクでゴールするごとにチームポイントが集計され、最もポイントが多いチームが勝利。ラッキーバンパーによる復活確率が非常に高い。2024年7月2日からはTEAM BATTLEの仕様が変更され、1チーム10人、最大50人5色（上記に加えブルー、イエロー、ホワイトが追加）の5チーム制となり、グレーバンパーや赤いバンパー、ゴールドバンパー（このモードのみKO可）が登場するようになった。
CLASSIC RACE（クラシックレース）
Ver.1.1.0より追加。
本作で追加・変更されたゲームシステム仕様ではなく、ゲームシステムやコース・画面表示レイアウト（4:3表示）、マシンスペックなど、全体的に『初代』と同じ環境に再現されたモード（対人戦は初代では未実装）。最大20人で対戦するが、ボーダーラインが2位ずつ引き上げられる他、初代と同じくバンパー（アザーカー）が破壊不可となって登場する。
Frozen Knight League（フローズンナイトリーグ）
Ver.1.1.5より期間限定で追加。
Knight Leagueのコースが特殊仕様に変化する期間限定の連戦イベントレース。プレイすることで特殊なカスタマイズアイテムを取得できる。
Festival Queen League（フェスティバルクイーンリーグ）
Queen Leagueのコースが特殊仕様に変化する期間限定の連戦イベントレース。ジェムスパークを集めることで特殊なカスタマイズアイテムを取得できるほか、イベントレース限定でキャプテン・ファルコン、ドクター・スチュワート、ピコ、サムライ・ゴローがスターライバルおよびスーパースターライバルとしてランダムで参戦し、勝利するとそれぞれの限定バッジを取得できる。
MACHINE SHUFFLE MINI-PRIX（マシンシャッフルミニグランプリ）
2024年8月23日より追加。ランダムで選ばれたマシンによるワンメイクレース。
Frozen Tour（フローズンツアー)
全てのコースが特殊仕様に変化する期間限定のイベントコース。ジェムスパークを集めることで特殊なカスタマイズアイテムを取得できるほか、キャプテン・ファルコン、ドクター・スチュワート、ピコ、サムライ・ゴローがスターライバルおよびスーパースターライバルとしてランダムで参戦し、勝利するとそれぞれの限定バッジを取得できる
Frozen World Tour（フローズンワールドツアー）
Frozen Tour開催期間中に開催されるスペシャルイベント。ランダムで選ばれた9コースを連続で走行し順位を競う。
PRACTICE
練習用およびタイムアタックモードで、ベストタイムはゴーストとして記録される。上記モードで一度でも走ったことあるコースが追加されていく。Ver.1.3.0よりミラーコースとクラシックコースが追加された。
WORKSHOP
これまでの記録やパイロットカードの背景やバッジ、フレームの設定やマシンの外観カスタムができる。カスタム要素は実績として条件が記載されており、満たすごとに解放される。
OPTIONS
操作ガイドやTIPS（参考情報）、スタッフクレジットなどを見ることができるほか、振動機能やコースマップ表示のオン、オフを設定できる。
プライベートロビー
Ver.1.2.0より追加。ゲームモードの設定と、4桁のパスコードを使用して同じ設定のプレイヤー同士でマッチングできる。不足したプレイヤー分はCPUが補完する。ただし、週間ランキングポイント、成績、成績達成状況は保存されず、クラスポイントも変動しない。

## 操作するマシン
選択できるマシンは、以下の4種類。各マシンには「ボディ強度」「回復度」「グリップ」「最高速度」「加速」の5つのパラメータが設定されている。
初代と違いブレーキボタンが存在せず、代わりにマシンによってアクセルオフでの減速傾向が異なる。
クラシックレースモードでは、初代に近い性能となる。
BLUE FALCON
4台の中で、最もバランスが取れているマシン。最高速度も加速度も含め、安定感があるといえる。
2024年3月28日のアップデートでターボ時およびブーストゾーン進入時のスピードがアップした。
BLUE THUNDER
カスタムパーツとして登場。BLUE FALCONでACE LEAGUEを完走すると選択可。
GOLDEN FOX
ボディ強度とグリップを犠牲にして、ピットでの回復速度を最大にしたマシン。最高速度は4台中最低だが、最高速度に至るまでの加速はその分速い。ターボでのパワーゲージ消費ははBLUE FALCONの次に低め。
2024年3月28日のアップデートでパワーゲージが少ない状態になるとスピードダウンとなったほか、ターボでのパワーゲージ消費量が増加した。
LUNA BOMBER
カスタムパーツとして登場。GOLDEN FOXでACE LEAGUEを完走すると選択可。
WILD GOOSE
ボディ強度に重きを置いたマシンで、高い耐久性と弾かれにくさを併せ持つ。グリップも十分あるがピットでの回復度が低い。最高速に至るまでには少し時間がかかる。ターボでのパワーゲージ消費が最も低い。
2024年3月28日のアップデートでスピンアタックのクールタイムが減少したほか、ブーストゾーン進入時のスピードがアップした。
2024年10月2日のアップデートでターボ時のスピードがアップした。
GREEN AMAZONE
カスタムパーツとして登場。WILD GOOSEでACE LEAGUEを完走すると選択可。
FIRE STINGRAY
4台の中で最もグリップ力がある。最高速度も4台中で最速。そのスピードを出すためにはかなりの時間がかかるが、アクセルオフでの減速も緩やか。ターボでのパワーゲージ消費が最も高い。
2024年3月28日のアップデートでターボでのパワーゲージ消費量が減少した（2024年10月2日のアップデートでさらに減少）。
2024年10月2日のアップデートでターボ時およびブーストゾーン侵入時のスピード、マシンの耐久性がそれぞれアップし、弾かれにくくなった。
FIRE SCORPION
カスタムパーツとして登場。FIRE STINGRAYでACE LEAGUEを完走すると選択可。

## コース一覧
- 本作ではランダムで候補に挙がったコースのうち、参加者の投票による選択性を取っている。
- 最大99台が走行するため、原作よりもコース幅が広くなっている。また、初代より視点が下がり奥方向が見易くなっている。
  - クラシックコースでは初代と同じ狭いコース幅となり、俯瞰視点の位置も同様となる他、最大20台となっている。
- 同名のコースでも仕掛けなど内容が異なる物は、コース名の後にシンボルとなるマークがつく場合がある。
  - ミラーコースでは反転する矢印がシンボルとなり、コースが鏡写しになる。また仕掛けの配置変更や、通常のコースにはない仕掛け（バウンスプレート、バウンスウォール、スパークプレート）が登場する。

### 配信当初からあるコース
KNIGHT LEAGUE
MUTE CITY Ⅰ
バランスの取れたレイアウトのコース。バックストレートにジャンププレートが敷かれている。最終ヘアピンコーナーが難所。
BIG BLUE
見渡す限りの海が美しいコース。コース上に模様が描かれている場所がある。最終コーナーにはスリップゾーンが登場する。
SAND OCEAN
タイトな複合コーナーが連続するテクニカルコース。道幅が狭い上ヘアピンコーナーも存在し、難易度は高め。
DEATH WIND Ⅰ
非常に単純なオーバルコースだが、常にコースの長手方向に横風が吹いているためマシンが一定方向に流されるうえ、道幅も狭いためガードビームや敵車に激突しやすい危険なコース。マシンの最高速度の差と競り合いが顕著に影響するコース。
本作においては初代と違い、風の方向が可視化されている。
SILENCE
GRAND PRIX最終戦でのみ登場。
ほぼ全てのカーブが直角コーナーで構成された、ナイトリーグ最終コース。複合クランクをいかにクリアするか、ライン取りが非常に重要となる。分岐に地雷が登場する。
QUEEN LEAGUE
WHITE LAND Ⅰ
GRAND PRIX「QUEEN LEAGUE」実装までHard Coursesのみに登場。
地表が水晶で覆われた惑星に設置されたコース。スリップゾーンが非常に多く、慎重な操作が要求される。中盤のシケインにはジャンプパネルとダートゾーンおよび下方向強制マグネットが連続的に設置され、ダメージを受けやすくバランスを崩せばコースアウトの危険性もある。
KING LEAGUE
PORT TOWN Ⅱ
古くから宇宙交易の中継地点となっていた港町。 GRAND PRIX「KING LEAGUE」実装まではHard Coursesのみに登場。
強制減速ゾーン、連続S字コーナー、横方向強制マグネットなど様々なトラップが配置されたテクニカルコース。コース長も長く難易度は高めで、終盤の複合コーナー、非常に細い最終コーナーが難易度に拍車をかける。オーバーテイクの難しい高難度のコース。

### 2023年9月29日に追加されたコース
QUEEN LEAGUE
MUTE CITY Ⅱ
夕暮れのミュートシティが舞台。バックストレートにロータリーが追加されたほか、ジャンププレートも増えている。
PORT TOWN Ⅰ
古くから宇宙交易の中継地点となっていた港町。強制減速ゾーン、連続S字コーナー、横方向強制マグネットなど様々なトラップが配置されたテクニカルコース。コース長は短いが難易度は高め。
RED CANYON Ⅰ
荒涼の大地が舞台。連続ジャンプ地帯が存在する。コース長が短いうえ全体的にスピードを出しやすく、これといった難所は無いため難易度は比較的低い。
WHITE LAND Ⅱ
地表が水晶に覆われた星。GRAND PRIX最終戦のみに登場する。
WHITE LAND I と同じ惑星が舞台だが、コース構造は完全に異なり、途中のシケインも非常にタイトとなっている。終盤の大ジャンプは、十字キー下を押しながら飛距離を伸ばさなければ届かない。BGMがWHITE LAND I のアレンジ調となっている。
KING LEAGUE
DEATH WIND Ⅱ
GRAND PRIX「KING LEAGUE」実装まではHard Coursesのみに登場。
単純なレイアウトのDEATH WIND I から後半で分岐し、複合コーナーなどが追加されたコース。ダッシュプレートが多く設置されているが、強風と敵車に煽られて、一瞬のミスが大ダメージやクラッシュに繋がりかねない。危険度が大きく上がり、高度なテクニックが要求されるようになった。

### 2023年10月19日に追加されたコース
KING LEAGUE
MUTE CITY Ⅲ
夜のミュートシティが舞台。コース両端にシケインの障害物が現れたり地雷地帯が新たに設置されたりと、これまでのミュートシティサーキットとは一線を画した難易度を誇る。
RED CANYON Ⅱ
コース長は長く、複合コーナーや地雷も存在するため難易度は低くはないが、スピードに乗りやすいためハイスピードコースといえる。中盤にショートカットがある。
FIRE FIELD
灼熱の溶岩を眼下に望む惑星が舞台。GRAND PRIX最終戦でのみ登場。総合的なテクニックが要求される最難関のコース。あらゆる仕掛け・トラップが設置され、地雷地帯、連続ヘアピン、S字複合コーナー、タイトシケイン、横方向強制マグネットが行く手を阻む。ピットエリアは最終コーナーの遠回り側の分岐にしか存在しない上に非常に短いので、パワーゲージにも注意を払わなくてはならない。

### 2023年11月29日に追加されたコース
CLASSIC RACE
CLASSIC MUTE CITY I
CLASSIC BIG BLUE
CLASSIC SAND OCEAN
CLASSIC DEATH WIND I
CLASSIC MUTE CITY II
CLASSIC PORT TOWN I
CLASSIC RED CANYON I
CLASSIC WHITE LAND I
CLASSIC MUTE CITY III
CLASSIC DEATH WIND II
CLASSIC PORT TOWN II
CLASSIC RED CANYON II

### 2024年1月25日に追加されたコース
シークレットコース
F-ZERO 99モードのみに時々登場するコースで、シークレットコース出現時はF-ZERO 99モードのアイコンにノイズが走る。選択コースではコース名が「？？？」と記載され、コースが選択された場合はノイズ音の演出が入る。同年3月には、シークレットコースのみが選択される特殊なMINI-PRIXが開催されたが、同28日のアップデートで2コースがミラーコースに編入された事で廃止。
シークレットコースは多数存在しているが、いずれもコース形状が既存のコースと比較して大幅に変化したものとなっている。ベースとなる大部分のコースが反転したり、他のコースの要素が切り貼りされるなど大なり小なりの改変が入る。加えて選択される惑星や背景、BGMもマッシュアップバージョンになっているなど異なる場合がある。

### 2024年3月28日に追加されたコース
MIRROR KNIGHT LEAGUE
MUTE CITY Ⅰ ⇄
シークレットコースからの編入。ストレートの連続ジャンプゾーンの終了部分でレーンが途切れなくなっている。
BIG BLUE ⇄
シークレットコースからの編入だが、最初のコーナーの遠回り側にスパークプレートが追加された。
SAND OCEAN ⇄
スパークプレートとダッシュプレートが追加。
DEATH WIND Ⅰ ⇄
ダッシュプレートの増加に加えスパークプレートが多く配置されている。この二つを上手く使う事がこのコースでの勝利へのカギとなる。
SILENCE ⇄
GRAND PRIX最終戦でのみ登場。地雷の代わりにバウンスプレートが各所に配置されている。また、ショートカット用のジャンププレートが設置。
CLASSIC RACE
CLASSIC SILENCE
CLASSIC WHITE LAND II
CLASSIC FIRE FIELD
いずれのコースもCLASSIC MINI-PRIXでのみ登場。

### 2024年4月11日に追加されたコース
MIRROR QUEEN LEAGUE
MUTE CITY II ⇄
バックストレートのロータリーにスパークプレートが配置されたほか、バックロータリーのショートカット、バウンスプレートが配置された。
PORT TOWN I ⇄
横方向強制マグネットの配置が連続S字コーナーと終盤のストレートに変更された。
RED CANYON I ⇄
序盤の連続急カーブにスパークプレートが配置されているが、ショートカットも可能。連続ジャンプエリアは削除されている。
WHITE LAND I ⇄
連続ジャンプ地帯にバウンスプレートが追加され、ミスをすると大幅なタイムロスに繋がりかねない。全体的にスリップゾーンも増えている。
WHITE LAND II ⇄
GRAND PRIX最終戦でのみ登場。コースはほとんど変更されてないが、スパークプレートとバウンスプレートが追加された。

### 2024年4月25日に追加されたコース
MIRROR KING LEAGUE
MUTE CITY III ⇄
地雷の代わりにスパークプレートが設置。ピットエリアの反対側にバウンスプレートを隔ててダッシュプレートが設置された分岐点、ジャンププレートで一旦飛び出してコースアウトする分岐点が追加された。
DEATH WIND II ⇄
ダッシュプレートが削減された代わりにバウンスウォールとショートカット用のジャンププレートが設置され、通常コースより危険度が下がった。
PORT TOWN II ⇄
バウンスウォールとバウンスプレートが追加。
RED CANYON II ⇄
序盤の連続急カーブに地雷と下方向強制マグネットをジャンプで超えるエリアが追加され、連続ジャンプ地帯は地雷に置き換えられ難易度が上がった。ピットエリアから連続急カーブに入る部分はレーンが途切れなくなっている。
FIRE FIELD ⇄
GRAND PRIX最終戦でのみ登場。バウンスプレートが多く配置されているほか、バウンスプレートと地雷が並べられたスラロームエリア、バウンスプレート密集地帯のダメージゾーンが難易度に拍車をかける。一瞬のミスが大ダメージやクラッシュに繋がりかねない。

### 2024年10月2日に追加されたコース
サテラビューで放送された『BS F-ZERO GRAND PRIX 2』からのコース。
ACE LEAGUE
MUTE CITY IV
中盤から終盤にかけて巨大なダッシュプレートが連続するコース。バックストレートからジャンププレートで一旦飛び出してコースアウトする分岐点がある。
SAND STORM I
小さなレイアウトとは裏腹に、クランクやS字コーナーが密集する。中盤の地雷・ダメージゾーンが難所。レース途中にストームが吹き荒れ視界が悪くなる。BGMはサテラビュー版とは異なりSAND OCEANの曲が使われている。
BIG BLUE II
BIG BLUEから大幅にアレンジされたテクニカルコース。スリップゾーンが複合コーナーに設置されている。途中、1の形をしたジャンププレートがある。
SAND STORM II
Iと同じくクランクやS字コーナーが密集し、ストームが吹き荒れるが、中盤はマグネットに変更され、ダートゾーンも追加されている。BGMはIと同じくSAND OCEANの曲が使われている。
SILENCE II
GRAND PRIX最終戦でのみ登場。ガードビームの代わりにジャンププレートが設置されている地域がある。